# Галета (Венеција)
Галета (итал. Galetta) је насеље у Италији у округу Венеција, региону Венето.
Према процени из 2011. у насељу је живело 17 становника. Насеље се налази на надморској висини од 7 м.